# Kana Ueda
Kana Ueda (jap. 植田 佳奈 Ueda Kana; ur. 9 czerwca 1980) – japońska seiyū pracująca dla I’m Enterprise. Pochodzi z Ikomy, w prefekturze Nara, obecnie mieszka w Higashiōsaka, w prefekturze Osaka. Najbardziej znana jest z ról: Yumi Fukuzawa z Maria-sama ga Miteru, Rin Tōsaka z Fate/stay night i Hayate Yagami z Magical Girl Lyrical Nanoha A’s i StrikerS. Znana jest także ze swojego dialektu Kansai w niektórych rolach.

## Filmografia
Ważniejsze role są pogrubione

### Anime
2001
- Angelic Layer (Ringo Seto)
- Chance: Triangle Session (Jun Morimura)
- Cyborg 009 (Cyborg 001/Ivan Wisky)
- Final Fantasy: Unlimited (Herba)
- Great Dangaiō (Uczennica A, mała dziewczynka, Ryōko Sugi)

2002
- Samurai Deeper Kyo (Saisei)

2003
- Dear Boys (Uczennica)
- Green Green (Reika Morimura)
- Mermaid Melody Pichi Pichi Pitch (Sara)
- Shingetsutan Tsukihime (Kohaku)
- Wandaba Style (Yuri Fuyude)

2004
- Burst Angel (Yōko)
- Hikari to Mizu no Daphne (Shizuka Hayama, kobieta)
- Gakuen Alice (Mikan Sakura)
- Kannazuki no Miko (Korona, komentator, Orochi)
- Kujibiki Unbalance (Lisa Humvee)
- Maria-sama ga Miteru (Yumi Fukuzawa)
- Maria-sama ga Miteru: Printemps (Yumi Fukuzawa)
- Melody of Oblivion (Kyu-chan)
- Mermaid Melody Pichi Pichi Pitch Pure (Sara)
- Ragnarok the Animation (Lisa)
- Sensei no Ojikan (Minako Tominaga)
- Soreike! Zukkoke san-nin gumi (Alien Girl)
- tactics (Edogawa Miyako)
- The Marshmallow Times (Jasmine, Pansy, Space Girl)
- Uta Kata (Minami)

2005
- Best Student Council (Kotoha Kutsugi, Fake Maachi, Girl, Rino' Classmate, fotograf)
- Futakoi Alternative (Reporter)
- Gakuen Alice (Mikan Sakura)
- He Is My Master (Anna Kurauchi)
- Jigoku shōjo (Mayumi Hashimoto)
- Loveless (Yuiko Hawatari)
- Magical Girl Lyrical Nanoha A’s (Hayate Yagami)
- MegaMan NT Warrior (Stream) (Pink Bunny)
- Pani Poni Dash! (Kurumi Momose, Alien staff)
- Petopeto-san (Petoko (Hatoko Fujimura))

2006
- Shinigami no Ballad (Yutaka Fujishima)
- Chocotto Sister (Hideko Hasuki, Physical Education Teacher)
- Dinobreakers (dziecko)
- Fate/stay night (Rin Tōsaka)
- Gintama (Hanako)
- Glass Fleet (Aimel, Masquerade Woman)
- Majime ni Fumajime Kaiketsu Zorori (Kopciuszek)
- Kashimashi: Girl Meets Girl (Hazumu Osaragi)
- MÄR (Flat A)
- Ryusei no Rockman (Luna Shirogane)
- Pokémon: Battle Frontier (Luna)
- Pumpkin scissors (Sergeant Stekkin, Claymore One Member/Fransisca)
- Tactical Roar (Sango Fukami)
- The Backyardigans (Tasha)
- Tokko (Suzuka Kureha)
- Usahana: dream of ballerina (Anzu)

2007
- Fantastic Detective Labyrinth (Hatsumi Mieno, Sōka)
- Gakuen Utopia Manabi Straight! (Dyrektor, Domestic Science)
- Gintama (Hanako)
- Hayate the Combat Butler (Sakuya Aizawa, urzędniczka)
- Hitohira (Haruko Tamaki)
- Kaze no stigma (Misao Ōgami)
- Kotetsushin Jeeg (Tsubaki Tamashiro)
- Magical Girl Lyrical Nanoha StrikerS (Hayate Yagami)
- Majin Tantei Nōgami Neuro (Yako Katsuragi)
- MAJOR 3rd season (Miho Nakamura)
- Ryusei no Rockman Tribe (Luna Shirogane)
- Night Wizard The ANIMATION (Azel Iblis)
- Pururun! Shizuku-Chan (Ichigo)
- Rental Magica (Honami Takase Ambler, White Tiger)
- Strawberry 100% (Kozue Mukai)
- Sugarbunnies (Sophia Cherbourg, Buchiusa)
- Tengen Toppa Gurren Lagann (Kinon Bachika)
- The Galaxy Railways: Crossroads to Eternity (Frel)
- Tokyo Majin Gakuen Kenpuchō: Tō (Marie Claire)
- Tokyo Majin Gakuen Kenpuchō: Tō Dai Ni Maku 2nd Act (Marie Claire)
- Zombie Loan (Koyomi Yoimachi, Yomi)

2008
- Gintama (Hanako)
- Kurenai (Lin Cheng-Shin)
- Linebarrels of Iron (Shizuna Endo, przyjaciel Lisako)
- MAJOR 4th season (Miho Nakamura)
- Nogizaka Haruka no Himitsu (Nanami Nanashiro, Kana Ueda)
- Sekirei (Yomi)
- Shigofumi: Letters from the Departed (Fumika)
- Sugarbunnies: Chocolat! (Sophia Cherbourg, Buchiusa)
- Telepathy Shōjo Ran (Midori Naha)
- Toshokan Sensō (Marie Nakazawa)
- Tytania (Laetitia)
- You’re Under Arrest: Full Throttle (dziewczyna)

2009
- Atashin’chi (Ōnishi)
- Examurai Sengoku (Kanae)
- Go Kyōdai Monogatari (kobieta)
- Hayate no Gotoku!! (Sakuya Aizawa)
- Tales of Graces(inne języki) (Pascal)
- Kämpfer (Rika Ueda)
- MAJOR 5th season (Miho Nakamura)
- Maria-sama ga Miteru 4th Season (Yumi Fukuzawa)
- Nogizaka Haruka no Himitsu: Pure Rezza (Nanami Nanashiro, Nanao)
- Saki (Saki Miyanaga)
- Sugarbunnies: Fleur (Sophia Cherbourg, Buchiusa, Narration)
- Taishō Baseball Girls (Noe Kawashima)
- Tears to Tiara(inne języki) (anime) (Rathty)
- To Aru Kagaku no Railgun (Mii Konori)
- Viper’s Creed (Chris)

2010
- Hanakappa (Tere Tere Bozu, mrówka)
- Hyperdimension Neptunia (PS3) (IF)
- Kaichō wa Maid-sama! (Subaru, uczennica)
- MAJOR 6th season (Miho Nakamura, spiker)
- Shimazu Nariakira and I (Yoko)
- So Ra No Wo To (Yukiko)
- Tegami Bachi Reverse (Celica)
- Uragiri wa Boku no Namae o Shitteiru (Ashley)
- Yorinuki Gintama san (Hanako)

2011
- Call of Duty: Modern Warfare 3 (Davis)
- Usagi Drop (Haruko Maeda)
- Fate/zero (Rin Tōsaka)
- Freezing (Atia Simmons)
- Hanakappa (Dental nurse)
- Hanakappa mini (Tere Tere Bozu)
- Kaitō Tenshi Twin Angel (Yuriko Barakoji)
- Kämpfer fur die Liebe  (Rika Ueda)
- Tansu Warashi (Tae)
- Yumekui Merry (Chizuru Kawanami)

2012
- AKB0048 (Tomomi Itano)
- Pokémon: Best Wishes! (Gym Leader: Furo)
- Thermae Romae (Yamaguchi)
- Zoku Shimazu Nariakira and I (Yōko)

### OVA
- Aki Sora (Nami Aoi/2009)
- Carnival Phantasm (Rin Tōsaka/2011)
- Cyborg 009 Conclusion God's War (Cyborg 001/Ivan Wisky/2003)
- Hikari to Mizu no Daphne (Shizuka Hayama/2004)
- Dr. Spelunker (Nauczycielka/2011)
- Denpa teki na Kanojo (Kaori Shiraishi/2009)
- Fate/stay night curtain raiser (Rin Tōsaka/2005)
- Final Fantasy: Unlimited PhaSE.0 (Herba, Kana Ueda/2002)
- Hayate the Combat Butler – Atsu ga Natsui ze Mizugi Hen (Sakuya Aizawa/2009)
- He Is My Master Emergency Dispatch (Anna Kurauchi/2005)
- Kemono to Chat (przewodnicząca rady uczniowskiej/2009)
- Kujibiki Unbalance (Lisa Humvee/2005)
- Kurenai (Lin Cheng-Shin/2010)
- Kyō no Gononi (Megumi Hidaka/2006 – 2008)
- Linebarrels of Iron (Shizuna Endo/2009)
- Maria-sama ga Miteru OVA Series (Yumi Fukuzawa/2005–2010)
- Pani Poni Dash! OVA (Kurumi Momose/2009)
- Sensei no Ojikan (Minako Tominaga/2005)
- Shigofumi: Letters from the Departed (Fumika/2008)
- Strawberry 100% (Kozue Mukai/2005)
- Sylvanian Families 1 – 3 (Shima Neko/2007)
- TAKAMICHI SUMMER WORKS (Kana Ueda/2011)
- To Aru Kagaku no Railgun (Mii Konori2010)
- Touhou Project SIDE STORY (Kinako/2007)
- Wandaba Style (Yuri Fuyude/2003)
- Zettai Shougeki: Platonic Heart Battle 1 – 5 (Ryu Geturei/2009)